# Теодоріх II (герцог Верхньої Лотарингії)
Теодоріх (Дітріх, Тьєррі) II Звитяжний (фр. Thierry II le Vaillant, нім. Dietrich II.; бл. 1055 — 30 грудня 1115) — герцог Верхньої Лотарингії в 1070—1115 роках.

## Життєпис
Походив з Лотаринзького дому. Старший син Герхарда I, герцога Верхньої Лотарингії та графа Меца, й Гедвіги Намюрської. Народився близько 1055 року, за іншими відомостями — між 1040 та 1065 роками.
1070 року після смерті батька успадкував герцогство й родинні володіння в Ельзасі. Але його права на Верхню Лотарингію були оскаржені Людовіком де Скарпоном, графом Бара і Монбельяра, від імені його дружини Софії (доньки Фрідріха II, герцога Верхньої Лотарингії). Для підтвердження своїх прав Тьєррі II скликав асамблею лотарінгської знаті. На самій асамблеї знать герцогства також підтвердила герцогський титул за Теодоріхом II.
Втім Людовик де Скарпон продовжував боротися при імператорському дворі за герцогство, а після його смерті у 1073 році права на Верхню Лотарингію висунув його син — Теодоріх I, граф Монбельяра, а також брат Теодоріха II — Герхард. З останнім герцог того ж року домовився, передавши йому у володіння графство Водемон. Проте імператор Генріх IV затвердив Верхню Лотарингію за Теодоріхом II.
Під час Саксонського повстання знаті в 1073—1075 роках проти Генріха IV зберіг вірність імператорові. Він брав участь у кількох походах проти повсталих. Також Теодоріх II був на боці Генріха IV під час його боротьби за інвеституру проти римських пап.
У квітні 1078 імператор Генріх IV прибув до Верхньої Лотарингії. За допомогою герцога він зміг захопити Мец, єпископ якого Герман підтримував папу римського. Натомість Теодоріх II отримав фогство Меца. Надалі Теодоріх II постійно втручався у справи Мецької єпархії, за що був відлучений від церкви єпископом Германом. Це відлучення було підтверджено папою римським Григорієм VII на початку 1079 року.
1080 року одружився з донькою графа Формбаха. Того ж року заснував в Нансі бенедиктинське пріорство Нотр-Дам. Теодоріх II продовжував підтримувати імператора, хоча і не зміг перешкодити в 1082 році поверненню єпископа Германа до Мецу. У 1084 році Германа знову вдалося вигнати з міста, хоча і не надовго. 1087 року герцог Верхньої Лотарингії підтримував обраного на противагу Герману єпископом Меца Бруно фон Кальва.
Близько 1090 року було завершено зведення потужного замку Нефшато. 1093 року помирає його дружина, а вже 1095 року Теодоріх II одружився вдруге. У 1095 році, коли готувався перший хрестовий похід, Теодоріх II прийняв хрест, але зрештою відмовився брати участь, пославшись на слабке здоров'я. Натомість переконав взяти участь в поході багатьох представників лотаринзької знаті.
Під час боротьби між Генріхом IV і його сином Генріхом Теодоріх II вважав за краще не втручатися в конфлікт. Також він не брав участі в боротьбі імператора Генріха V з Лотарем, герцогом Саксонії.
Помер в 1115 році. На цей час титул «герцога Верхньої Лотарингії» вийшов з вжитку, його замінив титул «герцога Лотарингії». Йому спадковував син Симон I.

## Родина
1. Дружина — Гедвіга, донька графа Фрідріха фон Формбаха.
Діти:
- Симон (д/н—бл. 1095)
- Гертруда (Петронелла) (д/н—1144), дружина Флоріса II, графа Голландії
- Симон (д/н—1139), герцог Лотарингії

2. Дружина — Гертруда, донька Роберта I, графа Фландрії.
Діти:
- Теодоріх (бл.1099/1101 — 1168), граф Фландрії
- Герхард (д/н—після 1117)
- Генріх (д/н—1165), єпископ Туля
- Іда, жруєина Сігефроя, графа Бургхаузен
- Ірменгарда, дружина Бернара V, сеньйора де Бранконіо
- Гізела, дружина: 1) представника роду графів Текленбург; 2) Фрідріха I, графа Саарбрюккена
- Євфронія, абатиса монастиря Ремірмон